# 太田稔
太田稔（おおたみのる）は、日本の航空技術者。

## 経歴
- 中島飛行機（現富士重工業）に入社。
- 一式戦闘機隼などの設計に関わる。

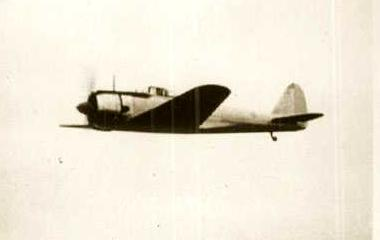
飛翔する一式戦一型（キ43-I）

- 戦後、日本航空機製造のYS-11の設計に参加。

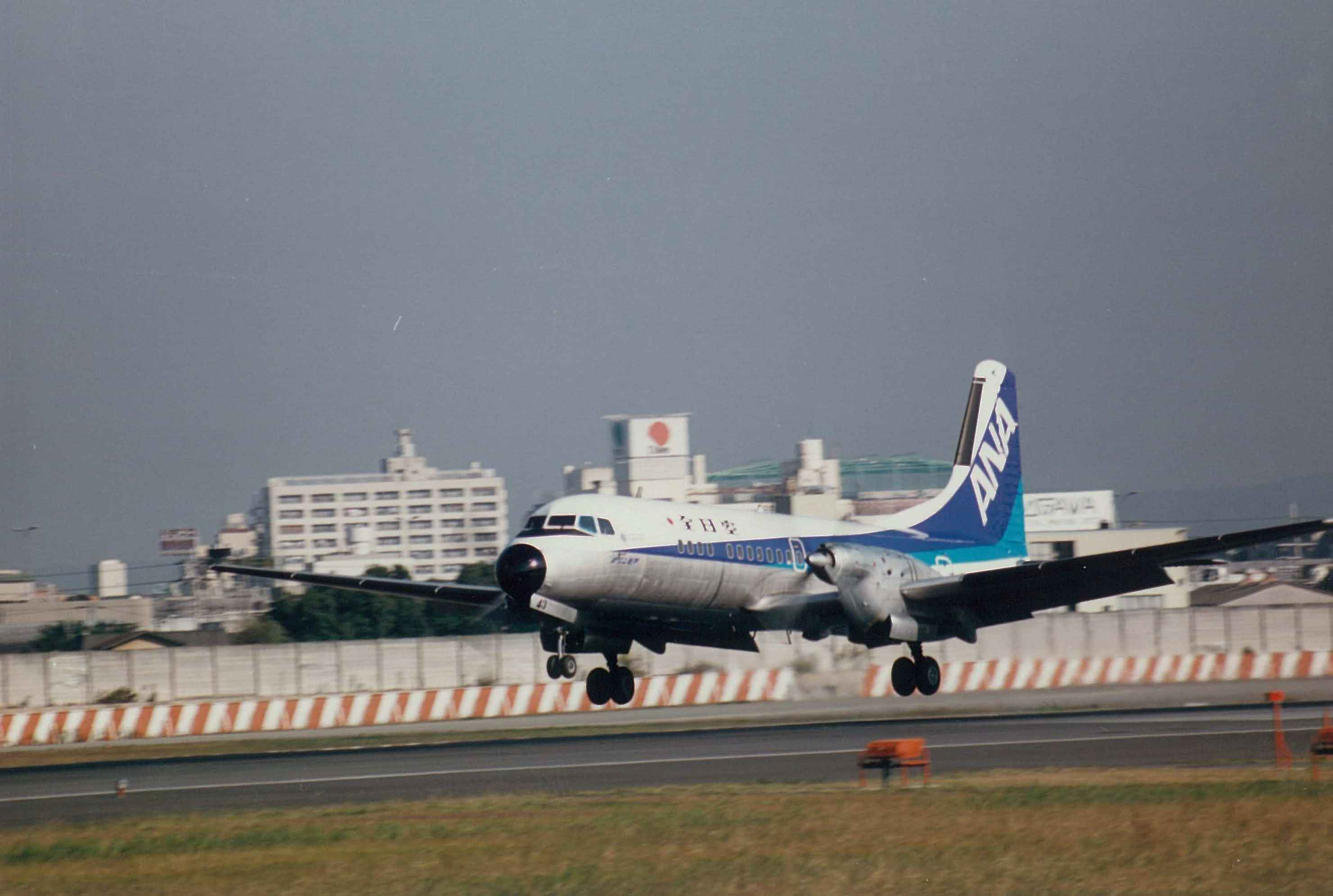
全日空のYS-11